# يودوسيانوبيندولول
يودوسيانوبيندولول وهو أحد محصرات مستقبلات بيتا ومشتق من بيندولول الذي له تأثير ضاد لمستقبلات بيتا-1 و5-HT1A. استخدم الوسم النظيري 125I لهذا الدواء في دراسة توزيع المستقبلات الأدرينالية نوع بيتا في الجسم ووضع خريطة لها.